# Pontania hastatae
Pontania hastatae är en stekelart som beskrevs av Vikberg 1970. Pontania hastatae ingår i släktet Pontania, och familjen bladsteklar. Arten är reproducerande i Sverige.